# Chiều hải cảng
Chiều hải cảng (tiếng Nga: Вечер на рейде) là một bài hát nổi tiếng của nhà soạn nhạc Vasily Solovyov-Sedoi và được Alexander Churkin viết lời. Bài hát được sáng tác vào năm 1941 tại Leningrad. Bài hát còn được biết đến với những tên khác như "Hát lên, những người bạn tôi!" (Споёмте, друзья!) và "Vĩnh biệt, thành phố yêu dấu!" (Прощай, любимый город!). Bản nhạc cho bài hát này đã được xuất bản vào năm 1942. Trong cuộc chiến tranh Vệ quốc vĩ đại, bài hát được biểu diễn bởi Vladimir Bunchikov và Mikhail Mikhailov, Vladimir Nechaev, ngoài ra còn có một bản khác của Efrem Flaks và Klavdiya Shulzhenko. Bài hát đã không mất đi độ phổ biến vào thời kì hậu chiến tranh, trở thành một trong những tuyệt phẩm của Vasily Solovyov-Sedoi.
Theo chuyên gia âm nhạc Arnold Sohor, "Chiều hải cảng" là một trong những bài hát đầu tiên với lời nói về "vị anh hùng nhân dân" gắn liền với tình yêu Tổ quốc. Về tiết tấu bài hát, chuyên gia âm nhạc Yuliy Kremlev nhấn mạnh về sự tươi sáng trong nhịp điệu, và cả sự "bắt tai của tiết tấu cùng với việc nhiều tiết tấu được kéo dài một cách hoàn hảo". Nhà soạn nhạc Yuri Milyutin đã viết rằng "Solovyov-Sedoi đã có thể tìm ra một nhịp điệu và chủ đề của bài có thể đại diện cho tất cả tầng lớp nhân dân, và bài hát đã thực sự trở thành một bài dân ca". 

## Phiên bản
Trong suốt chiều dài lịch sử, bắt đầu từ phiên bản đầu tiên của Vladimir Bunchikov và Mikhail Mikhailov (1942) cùng với bản của Vladimir Nechaev (1944), Klavdiya Shulzhenko và Efrem Flaks (1943), bài hát "Chiều hải cảng" đã được nhiều ca sĩ thu âm lại như các phiên bản của Alexander Rozum, Anatoly Alexandrovich, Muslim Magomaev, Georgy Vinogradov, Lyudmila Gurchenko, Yuri Bogatikov, Boris Zaitsev, Evgeny Nesterenko, Alibek Dnishev, Joseph Kobzon, Oleg Pogudin và nhiều bản khác. Bài hát cũng đã được biểu diễn bởi những nghệ sĩ độc tấu của Dàn hợp xướng Hồng quân, trong đó bao gồm phiên bản của Evgeny Belyaev và Boris Shapenko, ngoài ra còn có bản của Viktor Nikitin và Vladimir Katerinsky. Vào những năm 1970, bài hát cũng được biểu diễn bởi nghệ sĩ độc tấu Seryozha Paramonov của Dàn hợp xướng Thiếu nhi..